# 영원주의
영원주의 (永遠主義)는 시간의 모든 부분이 동일하게 "참"이라는 시점의, 시간의 존재론적 성격에 대한 철학적 접근 방법이다.

## 같이 보기
- 세계의 영원
- 상대성 이론 입문
- 시간의 고정 해석
- 시간과 공간의 철학